# منشآت الري الرئيسية
منشآت الري الرئيسية مصطلح شامل لكل منشأة ري رئيسية كالهدارات والسدود والقناطر وأعمال تهذيب النهر وما يُلحق بها من أعمال بنائية، عند مآخذ التِرع الرئيسية لتحويل مجرى نهر أو تفريع جزء منه والتحكم فيه وللتصريف الموزون للمياه في الترِع الرئيسية.